# Sign of the Winner
Sign of the Winner è il secondo album in studio del gruppo musicale power metal francese Heavenly.
L'album ha debuttato alla posizione numero 132 delle classifiche francesi.

## Tracce
1. Break the Silence – 4:01
2. Destiny – 6:59
3. Sign of the Winner – 4:05
4. The World Will Be Better – 6:54
5. Condemned to Die – 6:15
6. The Angel – 2:06
7. Still Believe – 5:02
8. The Sandman – 4:43
9. Words of Change – 5:06
10. Until the End – 8:52
11. Lonely Tears (bonus track dell'edizione giapponese)

## Formazione
- Benjamin Sotto – voce
- Maxence Pilo – batteria
- Frédéric Leclercq – chitarra
- Pierre-Emmanuel Pelisson – basso
- Charley Corbiaux – chitarra

### Ospiti
- Alex Beyrodt (Silent Force) - chitarra